# Фудзівара но Мутімаро
Фудзівара но Мутімаро (680 — 29 серпня 737) — середньовічний японський державний діяч і поет періоду Нара. Засновник гілки Південних Фудзівара (Нанке).

## Життєпис
Походив з аристократичного роду Фудзівара. Старший син Фудзівара но Фухіто, Правого міністра, та Соґа но Сьоші. Народився у 680 році. Рано втратив матір. Здобув гарну освіти з японської та китайської літератури, знав канони буддизму, даосизму, навчався конфуціанству. У 701 році надано старший шостий ранг й призначено удонері (чиновником Міністерства церемоніальних справ). 702 року стає першим почітником (чу-хандзі) головного судді Міністерства правосуддя.
703 року призначено заступником голови Управління освіти. Мутімаро взяв на роботу багатьох колишніх викладачів Школи чиновників (Дайгаку), став більш широко проводити церемонію поклоніння Конфуцію (сякуден, секітен). 704 року очолив також Дайгаку. У 706 році його призначено очільником Управління освіти (Дайгакурьо) та надано нижній ступінь молодшого п'ятого рангу. Фудзівара но Мутімаро особисто проводив заняття у школі чиновників.
Ставши 708 року головою Архівного управління (Дзусьорьо) вжив заходи з відновлення писемної спадщини, втраченої в результаті бурхливих політичних подій, які супроводжували сходження на престол імператора Темму. 711 року надано молодший п'ятий ранг. 712 року стає кокусі провінції Омі та отримує старший п'ятий ранг. 713 року йому надано нижній ступінь молодшого четвертого рангу, а 715 року — верхній ступінь молодшого четвертого рангу. 716 року призначено старшим помічником (сікібу-но-таю) міністра церемоніальних справ (сікібу-кйо). У 718 році призначається хі-санґі (першим претендентом на посаду санґі — радника) та сікібі-кйо (міністром) Міністерства церемоніальних (кадрових) справ. 719 року отримав нижній ступінь старшого четвертого рангу та посаду наставника спадкоємця трону Осі-хіракі.
У 720 році після смерті батька фактично очолив клан Фудзівара. 721 року призначено середнім державним радником з молодшим третім рангом. Невдовзі очолив на посаді дзьогюсьо Управління зі спорудження імператорського палацу. З 722 року став протистояти впливовому принцу Нагая, який в значній мірі відсторонив Мутімаро та його братів від вищих посад. Втім у 724 році отримав старший третій ранг та призначено кокусі провінції Харіма.
У 729 році очолив змову проти Нагая, якого було звинувачено у змові та примушено до самогубства. Того ж року Фудзівара но Мутімаро призначається старшим державним радником. При цьому продовжував опікуватися Школою чиновників, куди було доправлено з Китаю книги з різних галузей знань.
730 року стає головою Дадзайфу на Кюсю. У 734 році призначається Правим міністром, при вакантній посаді лівого міністра фактично став першим міністром. також отримує молодший другий ранг. У 735 році після смерті впливового принца Тонері, Мутімаро очолив Гісейкан (вищу раду з вирішення державних завдань — в середині дайдзьокана). У 737 році стає Лівим міністром. Але вже серпні того ж року помер під час масштабної епідемії віспи.

## Творчість
Складав вірші у жанрі канші, що увійшли до збірки, яка дотепер не збереглася.

## Роидна
1. Дружина — Сада-хіме
Діти:
- Фудзівара но Тойонарі (704—766)
- Фудзівара но Накамаро (706—764)

2. Дружина — донька Кі но Маро
Діти:
- Фудзівара но Отомаро (д/н — бл. 760)

3. Дружина — невідома
Діти:
- Фудзівара но Косемаро (д/н–764)

4. Дружина — невідома
діти:
- донька (д/н—748), дружина імператора Сьому